# Redland, England
Redland är en stadsdel i Bristol i England. Stadsdelen hade 13 253 invånare år 2021. Redland var en civil parish 1894–1896 när blev den en del av North Bristol.